# Guatemala en los Juegos Olímpicos de Múnich 1972
Guatemala estuvo representada en los Juegos Olímpicos de Múnich 1972 por ocho deportistas masculinos que compitieron en tres deportes.
El portador de la bandera en la ceremonia de apertura fue el tirador Víctor Castellanos. El equipo olímpico guatemalteco no obtuvo ninguna medalla en estos Juegos.